# Championnats du monde de descente de canoë-kayak 2014
Navigation
Championnats du monde de descente 2013 Championnats du monde de descente 2015
Les 31e championnats du monde de descente en canoë-kayak de 2014 se sont tenus à Valteline, en Italie, sous l'égide de la Fédération internationale de canoë.

## Programme des compétitions
- Mercredi 11 juin 2014 : Classique individuel
- Jeudi 12 juin 2014 : Classique par équipe et Classique master - épreuve ne comptant pas dans les championnats du monde ouvert réservé aux catégories vétérans
- Vendredi 13 juin 2014 : Qualification du Sprint individuel
- Samedi 14 juillet 2014 : Finale du Sprint individuel et Sprint par équipe

Chaque épreuve est courue dans les catégories :
- C1 Homme
- C1 Dame (à l'exception des courses par équipe)
- K1 Homme
- K1 Dame
- C2 Homme

## Classique

### K1
| Rang               | Athlète      | Pays      | Temps     |
| ------------------ | ------------ | --------- | --------- |
| Médaille d'or      | Tobias Bong  | Allemagne | 13:09.480 |
| Médaille d'argent  | Rémi Pété    | France    | 13:17.290 |
| Médaille de bronze | Kamil Mruzek | Tchéquie  | 13:21.680 |

| Rang               | Athlète                                 | Pays      | Temps    |
| ------------------ | --------------------------------------- | --------- | -------- |
| Médaille d'or      | Rémi Pété Paul Graton Quentin Bonnetain | France    | 13:34.74 |
| Médaille d'argent  | Hala R. Mruzek K. Slepica K.            | Tchéquie  | 13:37.58 |
| Médaille de bronze | Heilinger A Gierenz L. Bong J           | Allemagne | 13:43.33 |

| Rang               | Athlète          | Pays      | Temps     |
| ------------------ | ---------------- | --------- | --------- |
| Médaille d'or      | Alke Overbeck    | Allemagne | 14:18.450 |
| Médaille d'argent  | Michala Mruzkova | Tchéquie  | 14:20.030 |
| Médaille de bronze | Manon Hostens    | France    | 14:21.910 |

| Rang               | Athlète                                     | Pays      | Temps    |
| ------------------ | ------------------------------------------- | --------- | -------- |
| Médaille d'or      | Claire Bren Manon Hostens Sixtine Malaterre | France    | 14:40.89 |
| Médaille d'argent  | M. Hollerieth A. Overbeck M. Stoeberl       | Allemagne | 14:48.73 |
| Médaille de bronze | S. Eichenberger D. Fogel C. Abgottspon      | Suisse    | 14:57.50 |

### C1
| Rang               | Athlète       | Pays      | Temps     |
| ------------------ | ------------- | --------- | --------- |
| Médaille d'or      | Emil Milihram | Croatie   | 14:17.770 |
| Médaille d'argent  | Ondrej Rolenc | Tchéquie  | 14:24.130 |
| Médaille de bronze | Normen Weber  | Allemagne | 14:27.250 |

| Rang               | Athlète                                               | Pays      | Temps    |
| ------------------ | ----------------------------------------------------- | --------- | -------- |
| Médaille d'or      | Guillaume Alzingre Stéphane Santamaria Louis Lapointe | France    | 14:47.82 |
| Médaille d'argent  | Ondrej Rolenc Vladimir Slanina Lukas Novosad          | Tchéquie  | 14:55.32 |
| Médaille de bronze | Dominik Pesch Tim Heilinger Normen Weber              | Allemagne | 14:55.81 |

| Rang               | Athlète             | Pays     | Temps     |
| ------------------ | ------------------- | -------- | --------- |
| Médaille d'or      | Marjolaine Hecquet  | France   | 14:24.980 |
| Médaille d'argent  | Sabine Eichenberger | Suisse   | 14:29.040 |
| Médaille de bronze | Radka Valikova      | Tchéquie | 14:35.100 |

### C2
| Rang               | Athlète                    | Pays      | Temps     |
| ------------------ | -------------------------- | --------- | --------- |
| Médaille d'or      | Marek Rygel Petr Veselý    | Tchéquie  | 14:27.220 |
| Médaille d'argent  | Tony Debray Louis Lapointe | France    | 14:28.530 |
| Médaille de bronze | Mathias Nies Dominik Pesch | Allemagne | 14:30.460 |

| Rang               | Athlète                                                                                             | Pays     | Temps    |
| ------------------ | --------------------------------------------------------------------------------------------------- | -------- | -------- |
| Médaille d'or      | Damien Guyonnet / Gaétan Guyonnet Tony Debray / Louis Lapointe Quentin Dazeur / Stéphane Santamaria | France   | 13:07.74 |
| Médaille d'argent  | L Uncajyik / D Lisicky M Rygel / P Vesely V. Kristek / Jeline                                       | Tchéquie | 13:31.34 |
| Médaille de bronze | L. Zqanjar / P. Znidarsic R. Markocic / A. Unrankar S. Hocevar / B. Cof                             | Slovénie | 13:41.61 |

## Sprint

### K1
| Rang               | Athlète           | Pays     | Temps  |
| ------------------ | ----------------- | -------- | ------ |
| Médaille d'or      | Quentin Bonnetain | France   | 40.080 |
| Médaille d'argent  | Nejc Znidarcic    | Slovénie | 40.200 |
| Médaille de bronze | Paul Graton       | France   | 40.250 |

| Rang               | Athlète                                          | Pays     | Temps  |
| ------------------ | ------------------------------------------------ | -------- | ------ |
| Médaille d'or      | Nejc Znidarcic Vid Debeljak Anze Urankar         | Slovénie | 42.740 |
| Médaille d'argent  | Richard Hala Kamil Mruzek Tomas Slovak           | Tchéquie | 43.050 |
| Médaille de bronze | Pierpaolo Bonato Davide Maccagnan Mariano Bifano | Italie   | 43.230 |

| Rang               | Athlète                | Pays   | Temps  |
| ------------------ | ---------------------- | ------ | ------ |
| Médaille d'or      | Costanza Bonaccorsi    | Italie | 43.380 |
| Médaille d'argent  | Charlène Le Corvaisier | France | 44.080 |
| Médaille de bronze | Sixtine Malaterre      | France | 45.360 |

| Rang               | Athlète                                                | Pays      | Temps  |
| ------------------ | ------------------------------------------------------ | --------- | ------ |
| Médaille d'or      | Sabine Fuesser Alke Overbeck Manuela Stoeberl          | Allemagne | 49.890 |
| Médaille d'argent  | Charlène Le Corvaisier Manon Hostens Sixtine Malaterre | France    | 50.220 |
| Médaille de bronze | Costanza Bonaccorsi Viola Risso Beatrice Grasso        | Italie    | 50.230 |

### C1
| Rang               | Athlète        | Pays     | Temps  |
| ------------------ | -------------- | -------- | ------ |
| Médaille d'or      | Ondrej Rolenc  | Tchéquie | 41.930 |
| Médaille d'argent  | Quentin Dazeur | France   | 42.830 |
| Médaille de bronze | Antonin Hales  | Tchéquie | 43.200 |

| Rang               | Athlète                                           | Pays     | Temps  |
| ------------------ | ------------------------------------------------- | -------- | ------ |
| Médaille d'or      | Quentin Dazeur Stéphane Santamaria Louis Lapointe | France   | 46.320 |
| Médaille d'argent  | Ondrej Rolenc Vladimir Slanina Antonin Hales      | Tchéquie | 46.690 |
| Médaille de bronze | Blaz Cof Simeon Hocevar Peter Znidarsic           | Slovénie | 47.180 |

| Rang               | Athlète            | Pays     | Temps  |
| ------------------ | ------------------ | -------- | ------ |
| Médaille d'or      | Chiara Carbognin   | Italie   | 40.080 |
| Médaille d'argent  | Marjolaine Hecquet | France   | 40.550 |
| Médaille de bronze | Radka Valikova     | Tchéquie | 40.850 |

### C2
| Rang               | Athlète                      | Pays     | Temps  |
| ------------------ | ---------------------------- | -------- | ------ |
| Médaille d'or      | Peter Znidarsic Luka Zganjar | Slovénie | 42.040 |
| Médaille d'argent  | Simeon Hocevar Blaz Cof      | Slovénie | 42.110 |
| Médaille de bronze | Marek Rygel Petr Vesely      | Tchéquie | 43.380 |

| Rang               | Athlète                                                                                             | Pays      | Temps  |
| ------------------ | --------------------------------------------------------------------------------------------------- | --------- | ------ |
| Médaille d'or      | Damien Guyonnet / Gaétan Guyonnet Tony Debray / Louis Lapointe Quentin Dazeur / Stéphane Santamaria | France    | 46.860 |
| Médaille d'argent  | M Nies / D Pesch Rene Bruecker / Normen Weber T. Heilinger / G. Simon                               | Allemagne | 48.320 |
| Médaille de bronze | Lukas Tomek / Michal Sramek Marek Rygel / Petr Vesely Vaclav Kristek / Filip Jelinek                | Tchéquie  | 48.560 |

## Tableau des médailles
| Rang  | Nation    | Or | Argent | Bronze | Total |
| ----- | --------- | -- | ------ | ------ | ----- |
| 1     | France    | 8  | 6      | 3      | 17    |
| 2     | Allemagne | 3  | 2      | 4      | 9     |
| 3     | Tchéquie  | 2  | 7      | 6      | 15    |
| 4     | Slovénie  | 2  | 2      | 2      | 6     |
| 5     | Italie    | 2  | 0      | 2      | 4     |
| 6     | Croatie   | 1  | 0      | 0      | 1     |
| 7     | Suisse    | 0  | 1      | 1      | 2     |
| Total | Total     | 18 | 18     | 18     | 54    |